# 1944 (영화)
《1944》는 2015년에 개봉된 에스토니아의 전쟁 영화이다. 1944년 발생한 타넨베르크 라인 전투를 배경으로 하고 있다.

## 출연진
- 카스파르 벨베리 - 카알 토믹 역
- 마이켄 슈미트 - 아이노 토믹 역
- 마르코 레흐트 - 발터 헤인 역
- 크리스티안 위크스퀼라
- 안네 마르기스테